# Cautaeschra
Cautaeschra is een geslacht van vlinders van de familie uilen (Noctuidae), uit de onderfamilie Acontiinae.

## Soorten
- C. flavescens Rothschild, 1916
- C. ustipennis Hampson, 1894